# Edda Moser
Edda Moser (Frau Kammersängerin) es una destacada soprano alemana, nacida el 27 de octubre de 1938 en Berlín. Su padre fue el musicólogo Hans Joachim Moser (quien fue un novelista y compositor destacado). Estudió con Hermann Weissenborn y Gerty König en el Conservatorio de Berlín.

## Su carrera
Realizó su debut como Kate Pinkerton en la ópera Madama Butterfly en 1962 en el Berlin Städtische Opera y al año siguiente pasó a formar parte del coro de la Opera de Würzburgo. Continuó cantando en Viena, Fráncfort del Meno, Berlín, Salzburgo, Hamburgo en pequeñas compañías de ópera.
En 1968, debutó en el Metropolitan Opera House, en el rol de Wellgunde. En esta casa se destacó interpretando variados roles durante 9 años, entre ellos los de Doña Anna en Don Giovanni de Joseph Losey, Reina de la Noche y Liu.
Capaz de interpretar un extenso repertorio, incluyendo roles tanto de dramático-coloratura como lírico spinto en una gran variedad de obras; desempeñándose ampliamente también como concertista. Dueña de una bella voz que puede apreciarse en las interpretaciones de Donna Anna (el cual interpretó 48 veces, más que cualquier otra cantante en la historia), en Liebestod de la ópera Tristán e Isolda de Richard Wagner, y varios lieder, especialmente de Robert Schumann y de Johannes Brahms (die Mainacht, Op 43 n.º 2).
Moser ha mantenido gran actividad durante su larga carrera, distinguiéndose por actuaciones y grabaciones de gran alcance en al ámbito coral, con obras tan variados como la Missa Solemnis de Beethoven (con Leonard Bernstein como director de orquesta) Cantata della Fiaba Estrema del compositor Hans Werner Henze (con Leif Segerstam como realizador), y Lieder de Hans Pfitzner. Desde la década de 1980 Edda Moser redujo su actividad en mundo de la ópera, sin embargo muchas de sus grabaciones han sido reeditadas por EMI, BMG, y otras grandes discográficas.

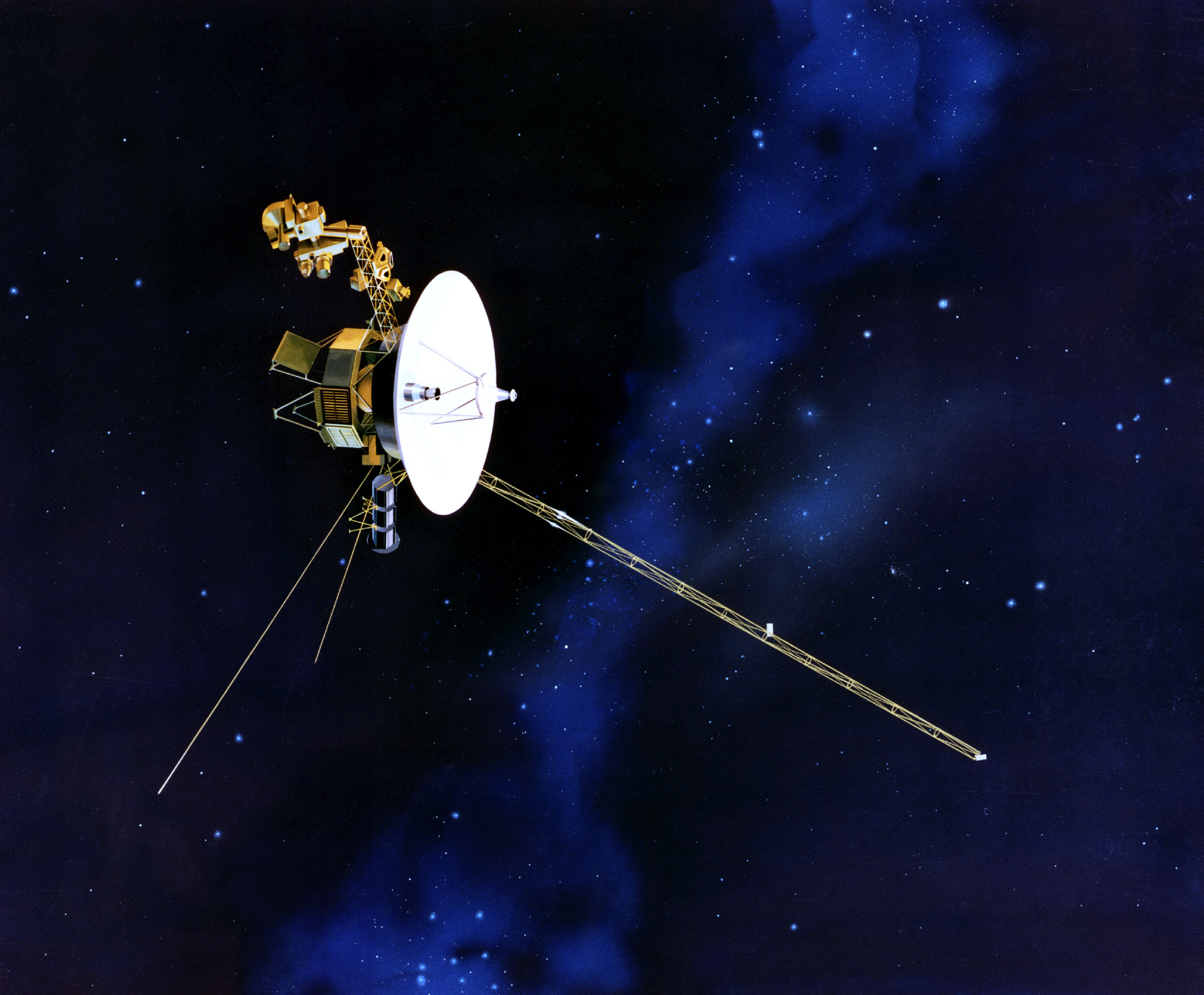
La sonda espacial Voyager, incluyó en su disco de oro el aria Der hölle rache. interpretado por Edda Moser.

Después de retirarse de la ópera, Edda Moser se mantuvo activa como recitalista durante finales de los años noventa. Dio varios conciertos memorables en Alemania con Ivan Törzs al piano (Dresden, Semper Opera House 1997, Stadttheater Giessen 1999), con programas que van desde las composiciones de Johann Adolf Hasse hasta Clara Schumann y Richard Strauss. Ella se despidió en 1999 en el Teatro de Cuvilliés, Múnich.
Su voz fue incluida en el Disco de Oro enviado al espacio en 1977 por la NASA en las sondas espaciales Voyager interpretando el aria "Der Hölle Rache kocht in meinem Herzen" de la ópera de Mozart La flauta mágica conducida por Wolfgang Sawallisch y considerada una de las mejores interpretaciones de esta aria.
Ella actualmente es profesora de canto en Hochschule für Musik en Colonia (Alemania) y está muy implicada en la promoción del uso adecuado del alemán en lugar del "Denglisch". En el 2006 fundó el festival anual Festspiel Sprache der Deutschen. Tres CD de documentación de este festival han aparecido hasta ahora en ediciones de la publicación alemana Lübbe.

## Su voz
La voz de Edda Moser es de una gran extensión en su registro, manteniendo una frecuencia natural entre la3 a un re6, pero con la capacidad de llegar a un Sol6, lo que le ha permitido interpretar una gran cantidad de roles que van desde Isolda en la ópera Tristán e Isolda de Richard Wagner hasta La Reina de la Noche en La flauta mágica de Mozart, así como el aria de concierto Popoli di Tessaglia también de Mozart, el cual posee la nota más aguda en el repertorio clásico (Sol6). Moser poseía además un gran dominio de la coloratura, incluyendo el trino, la messa di voce y los staccati.
Por la extensión, color y potencia de su voz, Edda Moser es considerada como una soprano dramática de coloratura con agilidad para los agudos.
Una buena descripción de la voz de Edda Moser la podemos encontrar en la página web The legacy of the diva por John Carroll y Limansky Nicholas. De su análisis destacan los siguientes pasajes:

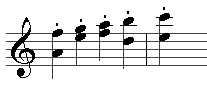
Staccato, una de las técnicas que domina Edda Moser.

"La voz de Moser era poco normal, tenía la rica calidez de una soprano spinto en el registro medio e inferior, así como el timbre y volumen de una soprano ligera en las notas altas. El impacto que causaba Moser al público se debió a la contrastante elegancia vocal de sus notas bajas y de sus emocionantes notas altas. La voz de Moser posee una fiereza y un peso que hace que la mayoría de las sopranos de coloratura suenen como luciérnagas en comparación. Para una voz de su tamaño y poder, sin embargo, posee una gran agilidad, variedad y mucha delicadeza ".
Las grabaciones que Edda Moser realizó de Mozart tuvieron un enorme impacto cuando llegó por primera vez al público. Nicholas E. Limansky, en una nota escrita especialmente para esta entrada de Wikipedia, explica por qué son tan especiales para él:
"Hay una increíble intensidad de su canto y un impulso en su espectacular interpretación que yo nunca había escuchado antes en el canto de las arias de la Reina de la noche. Era como si el carácter energético es apenas el comienzo antes de un incendio de odio y furia. La coloratura es limpia, los staccati perfectos, pero el fuego y la energía en su canto era lo más impactante. En comparación con Lucia Popp – una de las reinas importantes en el momento - Moser podría no coincidir con la clara frescura del registro de Popp, pero Lucía sorprendía por su fría indiferencia a la hora de interpretar la Reina, Moser en cambio llenaba los oídos del oyente con un furioso infierno vocal que se duplica cuando cantaba el aria delante de la audiencia. Oír cantar su aria de la venganza es escuchar el realismo llevado a un extremo y encontrarse agotado después de escucharla".
"Si es posible, su grabación de Ma che vi fece o stelle es aún más inventiva en su fraseo y belleza. Una de las cosas que siempre he amado sobre Edda Moser fue su valiente musicalidad. Cuando se trata de arias de bravura, tales como esta, la mayoría de los cantantes solo toman el contenido y lo interpretan en las notas y el tono escrito. No es así con Edda Moser. Por ejemplo, cuando llegan a una frase con arpeggio la mayoría de las sopranos las cantará como en forma de legato, Moser suele usar staccati para resaltar la figura y su construcción, acentuando el punto de la frase de una inolvidable manera.
En esta complicada aria ella hace esto unas cuantas veces y combinado con su ideal y sonora voz además de su gran ataque a los agudos, permiten escuchar este disco innumerables veces y todavía encontrar ciertos toques personales de su canto no percibido antes. Esta es la marca de una muy especial artista, muy elegante y donde siempre existe la poesía en su canto. Un momento difícil de olvidar viene después de una sección cerca del final, una sostenida C alta que emite sin aire y que bellamente sostiene sin un solo temblor, como si el tiempo se detuviera, suspende la nota en el aire con la ligereza de una pluma para el oído del oyente. Ni una sola vez durante esta u otra de sus arias de bravura registrada, Moser da al oyente la más mínima pista de la dificultad de tales proezas ni de su capacidad casi increíble de saltar a una alta F dentro de una misma frase en lugar de aislar a la única nota. Si pudiera tener sólo un registro de Edda Moser que sienta que defina su arte sería este gran rendimiento en Ma che vi fece o stelle.
"Yo estaba aún más impresionado por su canto en las arias de concierto. Con Edda Moser, Popoli di Tessaglia es la dramática escena que siempre debió ser, pero que pocas veces interpretan de esta manera. Ella viaja a través de su vibrante registro bajo, con una imaginativa y colorida musicalidad. Casi doce minutos de duración, el aria es un testimonio de seducción y fraseo musical con ascensiones a los dos G inevitables que son maravillosamente ejecutadas por Moser. Uno no sospecha en todo la pieza lo exigente que es, quizá la más difícil que pueda interpretar una soprano".

## Grabaciones

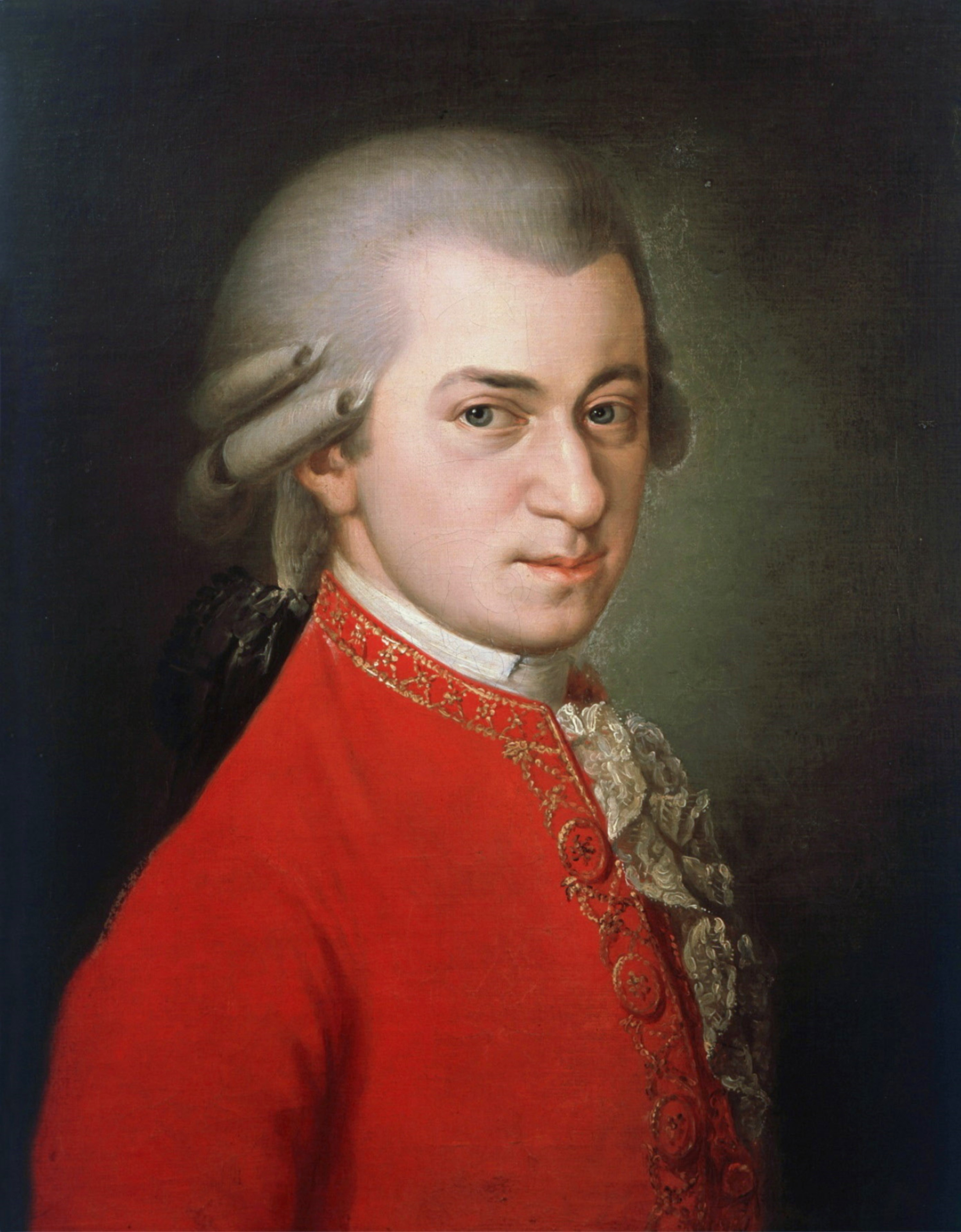
Mozart, el autor más importante en el repertorio de Edda Moser

### Operas y operetas (grabaciones de estudio)
- Beethoven - Leonore - Leonore
- D'Albert - Abreise - Luise
- Gluck - Orfeo ed Euridice - Amor
- Gounod - Faust (en alemán "Margarethe" extractos) - Marguerite
- Humperdinck - Hänsel und Gretel - Knusperhexe
- Kálmán - Gräfin Mariza - Manja
- Lehar - Giuditta - Giuditta
- Lehar - Lustige Witwe - Hanna Glawari
- Leoncavallo - Pagliacci (en alemán "Bajazzo") - Nedda
- Mozart - Apollo et Hyacinthus - Hyacinthus
- Mozart - Don Giovanni - Donna Anna
- Mozart - Idomeneo - Elettra
- Mozart - Der Schauspieldirektor - Mademoiselle Silberklang
- Mozart - Die Zauberflöte - Königin der Nacht
- Orff - Prometheus - Chorführerin I
- Rameau - Hippolyte et Aricie - prêtresse, chasseresse
- Schubert - Verschworenen - Gräfin Ludmilla
- Schumann - Genoveva - Genoveva
- O. Strauss - Walzertraum - Franzi Steingrüber
- Suppé - Boccaccio - Beatrice
- Verdi - Don Carlo (en alemán, extractos) - Elisabetta
- Wagner - Rheingold, Götterdämmerung - Wellgunde
- Weber - Abu Hassan - Fatime

### Música religiosa
- Bach - Magnificat (BWV 243)
- Beethoven - Missa Solemnis
- Handel - Brockes Passion
- Mozart - Krönungsmesse
- Mozart - Vesperae solennes de confessore

### Arias de concierto y recitales de ópera
- Varios álbumes interpretando arias de concierto de Mozart del sello disquero EMI y clásicos de Berlín (con Jeanette Scovotti)
- Mendelssohn - Infelice! Ah, Ritorna, Eta Felice
- öperas-recitales - arias de Tannhauser, Oberon, Ariadne auf Naxos, Alceste, Rinaldo, Iphigenie en Tauride, La Clemenza di Tito, Münchner Rundfunkorchester, conductor Peter Schneider
- Wagner - aria's (Isolde, Brünnhilde) Ljubljana Symphony Orchestra, conductor Anton Nanut

### Lieder
Varios álbumes con EMI interpretando canciones de Robert Schumann (Frauenliebe und -leben), Clara Schumann (Drei Lieder nach Friedrich Rückert), Brahms, Wolf (Mignon Lieder), Strauss (Brentano Lieder, Ophelia Lieder), Pfitzner, and Schubert.

### Sinfonías
- Beethoven - 9.ª sinfonía
- Mahler - 8.ª sinfonía

### Varios
- Cavalieri - La Rappresentazione di Anima e di Corpo - Vita Mondana
- Henze - Cantatas "Being Beauteous," "Cantata della Fiaba Estrema," "Whispers from Heavenly Death"
- Henze - Das Floß der Medusa - Nadia
- Haydn - Jahreszeiten - Hanne
- Bruno Maderna - Studi per 'Il processo' di Franz Kafka
- Schumann - Paradies und die Peri - Peri
- Schumann - Des Sängers Fluch, op.139
- Schumann - Spanisches Liederspiel

### Recitado
- Fairy tales for Christmas por Hans Christian Andersen
- Poems to the Moon (Mondgedichte)

### Grabaciones en vivo
- Henze - Novae de infinito laudes
- Mozart - Don Giovanni - Donna Anna (Met, 1971)
- Mozart - Mitridate - Aspasia
- Verdi - Rigoletto - Gilda
- Wagner - Walküre, first act - Sieglinde

### Antologías
- Great Moments of... Edda Moser [EMI BOX SET]
- Edda Moser singt Mozart EMI 2006

### Entrevistas
Edda Moser im Gespräch mit Holger Wemhof (CD de entrevistas 2006) viene grátis con el CD de EMI Edda Moser singt Mozart

### Videoclip
Sibillando, Ululando de Händel's Teseo, posteado en YouTube por gi1ro2la3mo4.

## Frases
Nunca estuve interesada en hacer una carrera, sólo estaba interesada en los roles que yo cantaba
Del CD de entrevista con Holger Wemhof.